# مسجد أكافوك
مسجد أكافوك (بالتركية: Akkavuk Mescidi) (باليونانية: Τζαμί Ακκαβούκ) هو مسجد بدون مئذنة في حي أكافوك في نيقوسيا ، ويقع الآن في شمال نيقوسيا. تم بناء المسجد عام 1902، في موقع ما يبدو أنه كنيسة صغيرة أو كنيسة من العصور الوسطى. وقد تم بناء مسجد بحجم ومساحة أصغر في الموقع عام 1895. نجت محراب المبنى الأصلي الذي يحتوي على نافذة مقوسة مصبوبة على طراز القرن السادس عشر، ولكن تم إزالة كل هذه الآثار الآن. تبلغ مساحة المسجد 132م2 ويتسع لـقرابة 188 مصلي.

## التصميم
المسجد مبني من الحجر المقطوع ( حجر منقوش ) وله شكل مستطيل. يحتوي على ثلاثة أقواس حادة في الواجهة الأمامية، وتم تغطية المساحة بين الأقواس بالزجاج أثناء عملية التجديد. وعلى الجدار الجنوبي المقابل للمدخل يوجد محراب ومنبر خشبي قريب منه. وكان المسجد يحتوي أيضا على نافورة أثناء الحكم البريطاني.